# Cosa rimane di noi
Cosa rimane di noi è un singolo del cantautore italiano  Massimo Di Cataldo, estratto dall'album Crescendo e pubblicato nel 1997.
Il video del brano è stato diretto da Alberto Colombo.

## Tracce
1. Cosa rimane di noi – 6:22
2. Non hai bisogno di me – 3:56